# 瑟希特瑙
瑟希特瑙是德国巴伐利亚州的一个市镇。总面积25.63平方公里，总人口2658人，其中男性1341人，女性1317人（2011年12月31日），人口密度104人/平方公里。